# Warley (Essex)
Warley é um subúrbio de Brentwood, em Essex, situado ao sul da cidade. Era notável por abrigar a sede britânica da Ford Motor Company antes do fechamento do escritório.
É também o lar de um novo conjunto de casas situadas no antigo local do Warley Hospital (um hospital psiquiátrico), chamado Clements Park. O empreendimento inclui uma série de estilos de casas modelados em torno de temas locais, como a antiga torre de água que abastecia a área local. Também inclui a antiga capela do hospital que agora foi convertida em apartamentos.
Houve também outro hospital psiquiátrico proeminente em Warley por mais de 150 anos, conhecido como Hospital Mental Mascalls Park, embora suas operações tenham sido transferidas para o Hospital Goodmayes no início de 2011.
Há um distrito municipal de Borough of Brentwood com o nome de Warley, que inclui Great Warley, Little Warley, Childerditch e a área de Woodman Road / Hartswood em Brentwood. Tradicionalmente, tem sido um marginal liberal-democrata-conservador, que em 2007 elegeu o vereador mais jovem da Grã-Bretanha, aos dezoito anos de idade. Nos últimos anos, elegeu três liberais democratas e um conservador conselheiro.

## História militar
Os militares têm associações com Warley há mais de 200 anos. Também teve importância estratégica durante o tempo da Armada Espanhola - foi usado como um ponto de encontro para contingentes de oito condados do leste e do interior (900 cavaleiros reunidos aqui) para então viajarem para Tilbury. O local comum foi usado como acampamento militar em 1742 e tornou-se um elemento permanente como Warley Barracks em 1804.

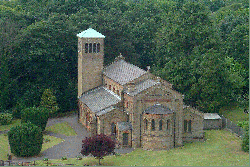
Capela do Regimento de Essex

O Essex regimento Chapel está localizado em Eagle Way (. 51° 35′ 57″ N, 0° 17′ 52″ L ) A capela foi construído em 1857 e é um edifício listado como Grade II. Foi originalmente construída para a Companhia das Índias Orientais, mas com o estabelecimento do Essex Regiment Depot em Warley, a capela tornou-se a "casa" do regimento. O interior da capela contém mostras de história regimental, memoriais, heráldica e cores regimentais. A capela é aberta com hora marcada e em dias de herança regimental.
A capela fica perto da sala de exercícios da Warley (Brentwood) Army Reserve, que é o quartel-general do 124 Petroleum Squadron, parte do 151 (Londres) Regimento de Transporte do Royal Logistic Corps.
O local do antigo depósito e quartel regimental foi reconstruído na década de 1960 para a sede da Ford Motor Company (arquiteto TP Bennett). Este foi encerrado em 2019 e está a ser remodelado. A maioria dos quartéis foi demolida e apenas a capela, o refeitório dos oficiais (hoje Casa de Saúde Marillac) e uma das academias do regimento (Keys Hall) permanecem.